# Mafa (Nigeria)
Pour les articles homonymes, voir Mafa.
Mafa  est une zone de gouvernement local de l'État de Borno au Nigeria,.